# Joseph Fouché

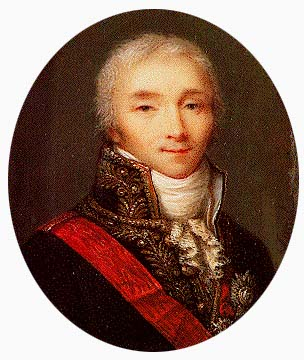

Joseph Fouché, duc d'Òtranto i comte Fouché (Le Pellerin, vora Nantes, Loira Atlàntic, 1759 - Trieste, 1820) fou un polític francès, fill d'humils mariners. Durant la Revolució Francesa afavorí les mesures més extremistes dels jacobins, i fins i tot encoratjà els rebels de Gracchus Babeuf. Esdevingué cap de policia durant el Directori i col·laborà amb Napoleó Bonaparte en el cop d'estat de 1799. Napoleó I el mantingué en el càrrec i el nomenà ministre de l'interior, senador i duc d'Òtranto, des d'on dirigí una efectiva policia secreta. Fou governador d'Il·líria (1813) i després de la caiguda de l'emperador (contra el qual conspirà) fou ministre de Lluís XVIII. Tornà amb Napoleó durant el Govern dels cent dies (1814) i el 1815 fou ambaixador de Lluís XVIII a Saxònia; però el 1816, acusat de regicidi, es retirà a Trieste.
Aquest home polític ha estat presentat com totalment mancat d'escrúpols i moral. Com diu Zweig, "els governs, els sistemes, les opinions i els homes canvien, tot cau i desapareix en aquest vertiginós remolí de les acaballes del segle, només una persona roman sempre al mateix lloc, fent totes les funcions i servint totes les idees: Joseph Fouché.

## Anys de joventut i formació (1759-1792)
El seu pare també es deia Joseph Fouché, i era un capità de la marina mercant que comandava un bergantí negrer, que va comprar-se una plantació a Saint-Domingue (avui dia Haití) on treballaven esclaus negres. La seva mare era Marie-Adélaïde Croizet. El seu pare va morir el 10 de març de 1771 a la tornada d'un viatge de tràfic de persones. El jove Fouché volia treballar del mateix que el seu pare, però la seva salut fràgil li ho va impedir.
La seva partida de naixement, del 23 de maig de 1759 al Pellerin, Loira Atlàntic, indica: «Fill de Joseph Fouché, capità de navili i de Marie Françoise CROUZET (AD 44), padrí François GOUY padrina la senyoreta Jeanne CROUZET».
Entra al seminari de l'Oratori de Nantes on rep els ordes menors; les idees que es fomenten entre els membres de l'Oratori són les de la Il·lustració i en surt ateu. El 1782 comença a treballar de professor de ciència — se'l considera bon professor — al col·legi de l'Oratori de Niort, i després ensenya a les ciutats de Saumur, Vendôme, Juilly i Arràs el 1788.
A Arras coneix Robespierre a l'acadèmia dels Rosati, societat literària i lògia para-maçònica. Es fa francmaçó a la lògia Sophie-Madeleine-Reine de Suède d'Arràs el 1789 i no en sortirà mai, perquè entre 1805 i 1810 és membre de la lògia Les Citoyens réunis (que després es va convertir en Les Cœurs unis) de Melun, alhora que, entre 1805 i 1813, és gran oficial d'honor i gran conservador de la Gran Lògia simbòlica general del Grand Orient de France.
És prefecte dels estudis a l'Oratori de Nantes, quan esclata la Revolució Francesa. N'abraça la causa amb ardor, i és escollit diputat el setembre de 1792 per la ciutat de Nantes a la Convenció.

## Revolució francesa (1792-1799)

### Missió a l'oest i el centre
A la Convenció, forma part del comitè de la instrucció pública. Pertany al partit dels girondins abans de votar a favor de la pena de mort al procés contra Lluís XVI i bascular cap a les posicions dels montagnards.
Fouché és enviat en una missió a l'oest i el centre, i es converteix en propagandista ardent de l'esperit revolucionari, organitzant la Guàrdia Nacional a Nantes, reclutant voluntaris contra els vendeans.
Emprèn amb intensitat la descristianització de la Nièvre i de l'Alier. En el curs de les seves missions al Centre i a la Borgonya es manifesten algunes derives: destruccions d'esglésies, creus trencades, pillatges de tresors eclesials, actes de fe de llibres pietosos i de vestits sacerdotals, etc.
Segons Emmanuel de Waresquiel, aquestes derives van tenir com a conseqüència en part el renaixement catòlic de la Restauració i del Segon Imperi.

### El «metrallador de Lió» (1793-1794)
A proposta de Barère, la Convenció nomena Jean-Marie Collot d'Herbois i Montaut per substituir Dubois-Crancé, que ja havia pres el lideratge de la insurrecció de Lió.

El 30 d'octubre de 1793, demanen a Fouché, que llavors era al departament de Nièvre, que els ajudi: 
| « | La salvació de la pàtria us crida a Ville-Affranchie [Vila Alliberada, el nom nou per Lió], sortiu, el vostre patriotisme ens respon del vostre zel i de la fermesa amb què cal operar en aquesta vila rebel. | » |

 I li aconsella de conduir amb discreció la seva missió ordenant de pagar als comitès de vigilància revolucionària l'or i la plata en moneda, per que el destí sigui a discreció seva.
Així Fouché s'encarrega de fer executar el decret que ordenava la destrucció de la ciutat de Lió, i anima les atrocitats que s'hi van cometre: en aquesta ocasió se li dona el sobrenom de «metrallador de Lió», per haver substituït la guillotina, que es considerava massa lenta per l'execució massiva dels habitants considerats sospitosos, per metralla (canons disparaven contra grups de desenes de condemnats). 1.683 lionesos moren, víctimes de la repressió de Fouché. El 2 de frimari (22 novembre), escriu amb Collot d'Herbois, a la Convenció:
| « | Encara no gosem demanar-vos l'informe del vostre primer decret sobre l'anorreament de la vila de Lió, però fins aquí gairebé no s'ha fet res per executar-lo. Les demolicions són massa lentes, calen mitjans més ràpids per la impaciència republicana. Sols l'explosió de la mina i l'activitat devoradora de la flama poden expressar l'omnipotència del poble. La seva voluntat no es pot aturar com la dels tirans, ha de tenir els efectes del llamp. Signat Collot d'Herbois i Fouché. | » |

En l'exercici del seu mandat, Fouché també és acusat de malgastar i malversar. Per exemple, aquest decret pres per ell i el seu col·lega Albitte:
| « | Els representants del poble enviats a Commune affranchie per assegurar-hi el benestar del poble requereixen a la comissió de segrestos que faci portar a casa seva dues-centes ampolles del millor vi que puguin trobar, i a més, cinc-centes ampolles de vi negre de Bordeus, de primera qualitat, per la seva taula. | » |

El 7 de germinal (27 de març de 1794) el tornen a requerir a París, i Fouché es reincorpora a la Convenció el 17 de germinal (8 d'abril), que passa el seu informe al Comitè de Salvació Pública. L'ex-enviat justifica llavors la violència de la repressió a Lió dient que « la sang del crim fecunda el sòl de la llibertat i enforteix la seva potència». Robespierre va tractar amb fredor Fouché en una entrevista privada, segons les memòries de Charlotte Robespierre, en un text publicat quaranta anys després dels fets per rehabilitar el seu germà Maximilien descrivint-lo com a dolç, empàtic i màrtir.
Sobre aquesta tradició, cultivada amb cura per certs historiadors, en general favorables a l'acció de Robespierre, l'historiador Michel Biard apunta que el Comitè en general i l'Incorruptible en particular no són pas hostils a la severa repressió de Lió, com ho demostren diferents escrits de Robespierre: una carta que estigmatitza [la] indulgència massa gran dels enviats anteriors a Lió, i dos discursos, un sense data (contra Fabre d'Églantine) i l'altre del 23 de messidor de l'any II.
Més endavant, després del reflux del Terror, Fouché prova de donar les culpes a Collot d'Herbois.
Justificant-se davant dels Jacobins, aconsegueix que el facin president del club el 16 de pradial (4 de juny), en absència de Robespierre. No obstant, quan venen a acusar-lo delegacions de Nevers i de la zona del Morvan, aquest l'ataca obertament als Jacobins. Per influència de Robespierre, és expulsat del club dels Jacobins el 24 de pradial (12 de juny); llavors Fouché sap, com escriurà a les seves Memòries, « que tenia l'honor de ser inscrit a les seves taules a la columna dels morts ».
Lluitant enèrgicament per salvar la vida, participa activament en el complot que acaba amb la caiguda de Robespierre i té un paper decisiu, durant la nit del 8 al 9 de termidor, en les negociacions amb els caps de la Plaine, prometent-los la fi del Terror com a preu del seu suport.

### De 1795 a 1799
Després de la caiguda de Robespierre, marginat, el 27 de termidor de l'any III (14 d'agost de 1795) és atacat amb duresa a la Convenció i Jean-Marie François Merlino el defensa. S'acosta a Gracchus Babeuf, que ha organitzat un grup d'oposició als termidorians. Amenaçat després de les insurreccions del 12 de germinal i del primer de pradial de l'any III, obté la protecció de Barras i es beneficia de l'amnistia de brumari de l'any IV.
Desacreditat, sense feina, s'espavila amb el que va trobant. Li encarreguen una missió a Catalunya Nord per delimitar les fronteres franco-espanyoles, i de seguida el Directori li dona feina a la policia secreta. Després fa negocis amb els banquers Ouvrard i Hainguerlot, i obté, gràcies a Réal, una participació en una empresa subministradora dels exèrcits.
Després de representar el Directori a la República Cisalpina — on el seu comportament, com a Lió, Nevers i Moulins, és força dubtós (amb enriquiment personal) — i a Holanda, és nomenat ministre de la Policia el 2 de termidor de l'any VIII (20 de juliol de 1799).

## Ministre de la policia durant el Consolat i l'Imperi

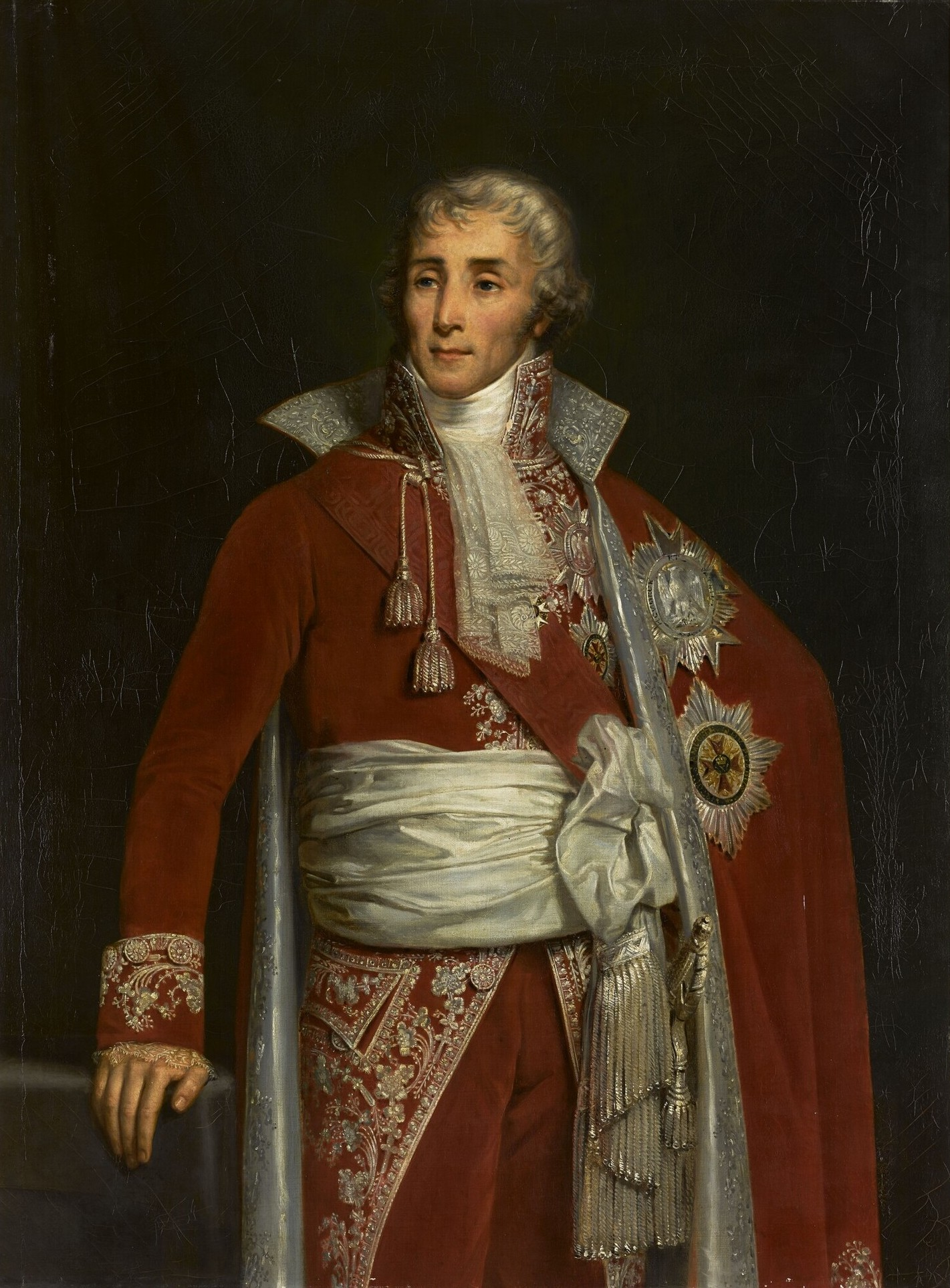
Joseph Fouché, duc d'Òtranto.

En aquest càrrec desplega una gran activitat i una notable sagacitat, i fa servei a Napoleó Bonaparte en el cop d'estat del 18 de brumari de l'any VIII (9 de novembre de 1799), en no prendre cap mesura contra ell.
Malgrat no confiar-hi, el Primer Cònsol el ratifica en el seu càrrec i acumula la direcció de la policia i la gendarmeria.
Fouché, nou ric de l'Imperi, es distingeix pel seu cinisme i els seus abusos de poder en la gestió del mediàtic segrest del senador de Ris, fent condemnar dos innocents per salvar-se. Dos gentilhomes reialistes, el marquès de Canchy i el comte de Mauduison, són acusats injustament per Fouché. De fet, alguns anys enrere, Fouché havia intentat forçar una noia en un alberg. Canchy i Mauduison, nobles i elegants, l'havien salvada, cobrint de vergonya un Fouché que encara no era ric ni ministre. La rancúnia personal que Fouché havia conservat els va condemnar a mort.
Demostra que l'atemptat del carrer Saint-Nicaise (1800) és obra dels reialistes, quan Bonaparte estava convençut de la culpabilitat dels republicans jacobins. Decidit no obstant a fer concessions al Primer Cònsol, fa detenir i interrogar alguns antics «setembristes» durant la investigació
El 1802, quan Bonaparte prova d'obtenir el poder vitalici, Fouché prova de maniobrar el Senat en contra seu. Inquiet pel seu poder, Bonaparte suprimeix el seu ministeri el 26 de fructidor de l'any X (13 de setembre de 1802), després de les crítiques de Talleyrand, el seu enemic perpetu, i dels germans de Bonaparte. Conserva un paper en la detenció de Pichegru, Moreau i del duc d'Enghien.
Com a compensació, Napoleó li ofereix un escó al Senat conservador, la sénatorerie (una gran propietat assignada a alguns senadors) d'Aix i un milió dos-cents mil francs de gratificació.
El juliol de 1804 torna a ser nomenat ministre de Policia i manté el càrrec fins al juny de 1810. El 1808 obté el títol de Comte de l'Imperi i el 1809, el de duc d'Òtranto per la seva bona gestió de l'Imperi en absència del sobirà. Davant de la rivalitat de Joseph Fouché i Talleyrand, Alexandre Maurice Blanc de Lanautte (1754-1830), comte d'Hauterive, els reconcilia en un dinar que organitza el 1809, a la seva casa de camp de Bagneux a prop de París.